# شمشال (ماده)
شِمشال (به انگلیسی: Bar stock) (به انگلیسی: Billet)، منشوری فلزی یا آلیاژی با مقطع دایره یا چندضلعی منظم، غیر از سه‌ضلعی، به ضخامت 6 تا 12 سانتی‌متر و طول حدود 9 متر که برای تولید میل‌گرد و تسمه‌های باریک به کار رود. شمشال از فراورده‌های میانی نورد فولاد است که سطح مقطع آن کوچک‌تر از ۲۲۵ سانتیمتر مربع است و در صنعت برای تولید سایر محصولات فلزی مورد استفاده قرار می‌گیرد.
سطح مقطع آن دایره، مستطیل (مربع) یا شش‌ضلعی با عرض کمتر از ۱۵ سانتیمتر می‌باشد.
در نورد فولاد به فراورده‌هایی با سطح مقطع بزرگ‌تر از ۲۲۵ س. م. شمش و به فراورده‌هایی با سطح مقطع کوچک‌تر از آن شمشال گفته می‌شود.

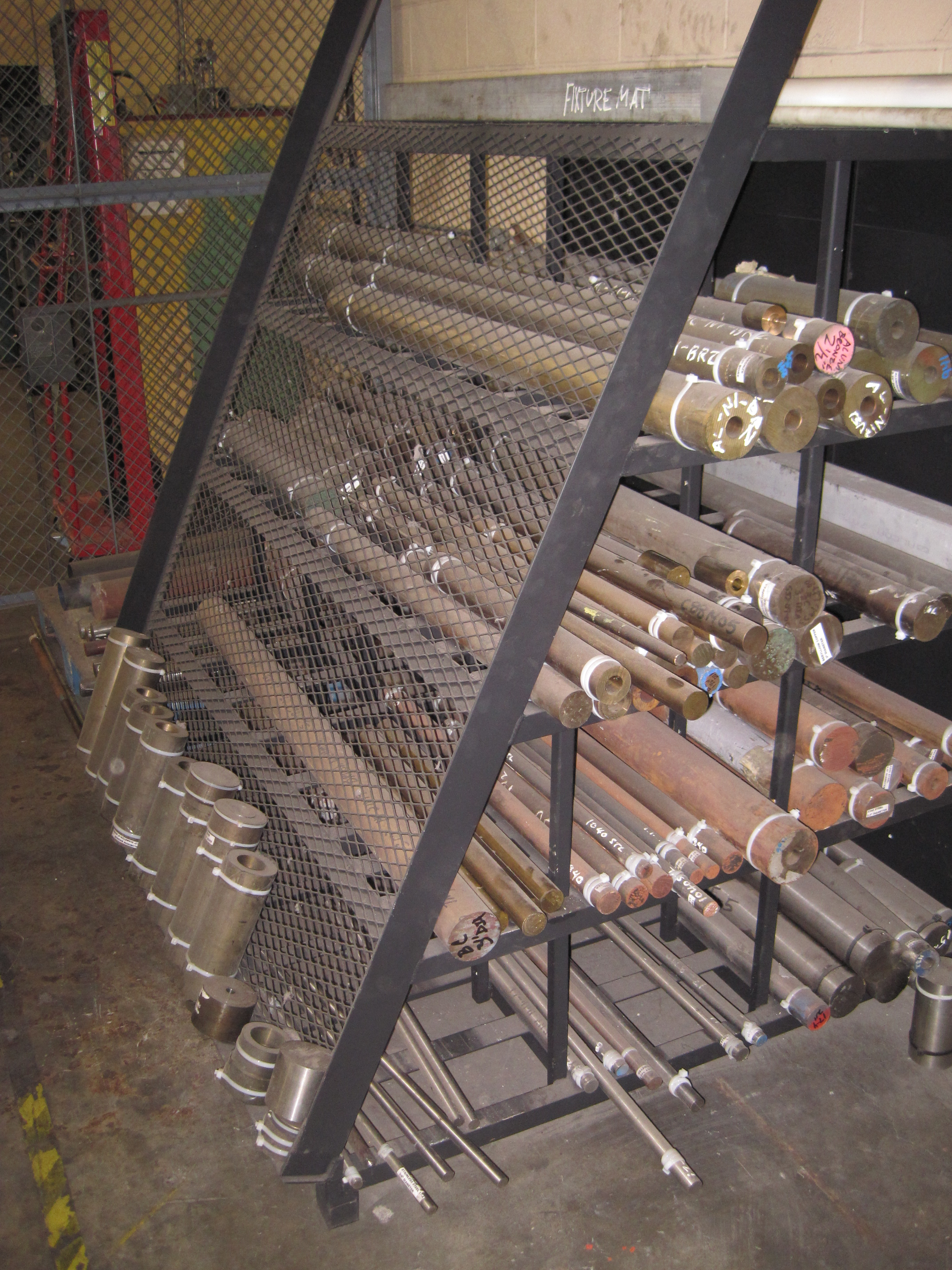
شمشال‌های طبقه‌بندی شده در انبار